# 中庙
中庙是一座古建筑，位于安徽省巢湖市西部的中庙街道，巢湖北岸，面对湖中的姥山岛，号称“湖天第一胜境”，有“南九华、北中庙”之称。因位居巢州、庐州两地中间而得名。中庙始建于东吴赤乌二年，历代屡废屡修，现存建筑群系清光绪十五年（1889年）李鸿章倡募重修，分前、中、后3殿，70余间，后殿藏经阁3层。 1998年5月4日列为第四批安徽省文物保护单位。中庙-姥山岛景区为4A景区。
中庙东侧的淮军昭忠祠和李文安公专祠均为合肥市文物保护单位。